# دنگ شیائولینگ
دنگ شیائولینگ (انگلیسی: Deng Xiaoling؛ زادهٔ ۲۶ اوت ۱۹۷۴) بازیکن سافت‌بال زن اهل چین بود. در بازی‌های المپیک تابستانی ۲۰۰۰ و ۲۰۰۴ شرکت کرده‌است.